# Коллинз, Бад
Артур Уорт (Бад) Коллинз-младший (англ. Arthur Worth 'Bud' Collins-Jr.; 17 июня 1929, Лайма, Огайо — 4 марта 2016, Бруклайн, Массачусетс) — американский спортивный журналист и историк спорта. Автор ряда книг по истории тенниса, лауреат премии Реда Смита («Ассошиэйтед пресс», 1999), член Международного зала теннисной славы с 1994 года и Зала славы Национальной ассоциации спортивных комментаторов и журналистов с 2002 года.

## Биография
Бад Коллинз родился в городке Лайма (штат Огайо). Уже в детстве он связал свою жизнь с газетным делом, сначала работая разносчиком газеты Cleveland Plain Dealer, а затем (с 1945 по 1949 год) редактором спортивного раздела местного еженедельника Berea Enterprise.
После школы Коллинз поступил в Колледж Болдуина-Уоллеса, где играл в теннисной сборной. Отслужив в армии, он продолжил образование в Бостонском университете. В это время он продолжал выступать в любительских турнирах уже самостоятельно, и его высшим достижением стала победа в 1961 году в чемпионате США на крытых кортах в смешанных парах с одной из лучших теннисисток США того времени — Дженет Хоппс. Сам Коллинз вспоминает об этом так: 

Она была одной из лучших в мире. Я был одним из многих. Но она меня дотащила.Оригинальный текст (англ.)She was one of the best in the world. I was just another guy. She carried me.
Некоторое время Коллинз работал в службе информации университетского спорта, а потом, во время учёбы в Бостонском университете, начал сотрудничать с газетой «Boston Herald». Работа в «Геральд» продолжалась с 1955 по 1963 год, и именно в это время Коллинзу впервые было поручено освещение теннисного турнира: в конце 50-х годов редактор отправил его на чемпионат США в парах. Коллинз вспоминает, что эта работа ему сразу понравилась и он предложил расширить теннисный раздел на спортивных страницах газеты. Во время работы в «Boston Herald» Коллинз также провёл некоторое время (с 1959 по 1963 год) в качестве тренера теннисной команды Брандейского университета, где среди его подопечных были будущий левый политический активист Эбби Хоффман (который, по словам Коллинза, был талантливым, но исключительно неуправляемым как игрок) и Берт Страг, отец будущей олимпийской чемпионки по гимнастике Керри Страг.
В 1963 году Коллинз перешёл из «Геральд» в «Boston Globe», с которой постоянно сотрудничал с тех пор. Помимо работы в газете, он также начал в эти годы появляться на телевидении — вначале на бостонском учебном канале WGBH, позже на каналах так называемой Восточной образовательной сети (англ. Eastern Educational Network) и наконец, в 1968 году, на национальном телевидении, где с 1968 по 1972 год работал на канале CBS. За время работы на телевидении и в «Boston Globe» Коллинз освещал различные спортивные соревнования более чем в 50 странах, включая Олимпийские игры, но особое внимание уделял теннису и боксу. В частности, он был комментатором почти всех матчей с участием Мухаммеда Али с 1961 по 1974 год, в том числе матча на первенство мира с Джорджем Форманом в Заире. Предметом своей гордости он называет также репортажи с Вьетнамской войны, где он участвовал в боевом десанте морских пехотинцев и в бомбардировочных вылетах.
В 1974 году постоянный контракт Коллинза с «Boston Globe» истёк, и он сосредоточился на телевизионной журналистике, хотя продолжал и впоследствии сотрудничать с газетой. На протяжении 35 лет, до 2007 года, его основным работодателем оставалась компания NBC (он был уволен в возрасте 78 лет, причиной увольнения были объявлены соображения экономии средств). С августа того же года Коллинз сотрудничал с компанией ESPN.
За время своей журналистской деятельности Бад Коллинз выпустил ряд книг, посвящённых истории тенниса, в их числе неоднократно переиздававшаяся с 1980 года (другие издания — 1994, 1997, 1998, 2003) «Энциклопедия тенниса», написанная в сотрудничестве с Зандером Холландером. Он также участвовал в написании биографий Рода Лейвера и Ивонн Гулагонг-Коули. Другие его книги — «Моя жизнь с профессионалами» (англ. My Life with the Pros, 1989) и «История тенниса от Бада Коллинза» (англ. The Bud Collins History of Tennis, 2008).

## Награды
- 1994 — член Международного зала теннисной славы
- 1999 — Премия Реда Смита[англ.] (вручается спортивной редакцией «Ассошиэйтед Пресс» «за большой вклад в спортивную журналистику»)[4]
- 2002 — член Зала славы Национальной ассоциации спортивных комментаторов и журналистов (англ. National Sportcasters and Sportwriters Association)

## Стиль
Бада Коллинза отличала оригинальная манера ведения репортажей. Это включало его экстравагантную внешность и меткие прозвища, которыми он наделял спортсменов.
Коллинз рассказывал в интервью сайту ProTennisNews, что первые брюки кричащей расцветки ему посоветовал портной в платяном магазине Кембриджа (Массачусетс). Это были брюки в красно-белую клетку, и в них Коллинз вёл трансляцию матча Кубка Дэвиса между сборными США и Мексики. Его появление было встречено свистом и язвительными комментариями и, как вспоминает Коллинз, поначалу ему хотелось исчезнуть, но потом он вошёл во вкус и с тех пор постоянно появляется в брюках самой причудливой расцветки. Одна из пар была выкроена из материи, изображающей Мухаммеда Али и Джорджа Формана, и в этой паре он столкнулся лицом к лицу с Джо Фрейзером, который не преминул объявить, что ненавидит обоих. Одна из пар брюк Коллинза была выставлена в витрине Международного зала теннисной славы после его избрания; впоследствии её заменила пишущая машинка Коллинза.
Среди прозвищ-каламбуров, которые Коллинз давал известным теннисистам, — «Barcelona Bumblebee» («Барселонский шмель» — Аранча Санчес), «Iva the Diva» («Дива Ива» — Ива Майоли), «Belle of Belgrade» («Белградская красотка» — Елена Янкович), «Chris America» («Крис Америка» — Крис Эверт), «Fraulein Forehand» («Фройляйн Открытая ракетка» — Штеффи Граф) и «Sisters Sledgehammer» («Сёстры Кувалды» — Винус и Серена Уильямс).